# Frank Fiddes
Frank James Fiddes, född 16 juli 1906 i Toronto, död 26 mars 1981 i Toronto, var en kanadensisk roddare.
Fiddes blev olympisk bronsmedaljör i åtta med styrman vid sommarspelen 1928 i Amsterdam.